# Leonardo (football, 1988)
Pour les articles homonymes, voir Leonardo.
José Leonardo Ribeiro da Silva, plus connu sous le nom de Leonardo, né le 8 février 1988 à São Paulo, est un footballeur brésilien évoluant au poste de défenseur au Dynamo de Houston.

## Biographie
Leonardo est né à São Paulo et joue dans les équipes de jeunes de São Paulo FC avant d'intégrer l'équipe professionnelle. En 2009, il est prêté à Toledo Colônia Work puis au Los Angeles Galaxy à partir de 2010 dans le championnat de MLS. Il accompagne notamment son compatriote Juninho, aussi issu du même centre de formation.
Il fait ses débuts avec les Galaxy le 27 mars 2010 lors du match inaugural de la saison 2010 face aux New England Revolution. Il ne fait qu'une douzaine d'apparitions lors de sa première saison dans la franchise californienne car il subit plusieurs blessures qui l'éloignent des terrains durant la plupart de l'année. En 2011, il est titulaire et inscrit son premier but le 2 avril 2011 d'un but de la tête à la suite d'un centre de David Beckham pour une victoire 1-0 face à Philadelphia Union. Durant sa seconde saison, il subit de nouveau de nombreuses blessures.
Le 7 février 2012, Los Angeles annonce que la franchise acquiert le joueur lors d'un transfert gratuit à la suite de négociations avec São Paulo.

## Statistiques
| Saison                | Club                      | Championnat           | Championnat | Championnat | Coupe(s) nationale(s) | Coupe(s) nationale(s) | Compétition(s) continentale(s) | Compétition(s) continentale(s) | Compétition(s) continentale(s) | Séries | Séries | Total | Total |
| Saison                | Club                      | Division              | M.          | B.          | M.                    | B.                    | Comp.                          | M.                             | B.                             | M.     | B.     | M.    | B.    |
| 2010                  | Los Angeles Galaxy (prêt) | MLS                   | 10          | 0           | 2                     | 0                     | LCC                            | 2                              | 0                              | 0      | 0      | 14    | 0     |
| 2011                  | Los Angeles Galaxy (prêt) | MLS                   | 7           | 1           | 0                     | 0                     | LCC                            | 0                              | 0                              | 0      | 0      | 7     | 1     |
| 2012                  | Los Angeles Galaxy        | MLS                   | 0           | 0           | 1                     | 0                     | LCC                            | 0                              | 0                              | 0      | 0      | 1     | 0     |
| 2013                  | Los Angeles Galaxy        | MLS                   | 14          | 0           | 1                     | 0                     | LCC+LCC                        | 4+1                            | 0+0                            | 0      | 0      | 20    | 0     |
| 2014                  | Los Angeles Galaxy        | MLS                   | 24          | 1           | 1                     | 0                     | LCC                            | 2                              | 0                              | 3      | 0      | 30    | 1     |
| 2015                  | Los Angeles Galaxy        | MLS                   | 26          | 0           | 2                     | 0                     | LCC                            | 0                              | 0                              | 1      | 0      | 29    | 0     |
| 2016                  | Los Angeles Galaxy        | MLS                   | 4           | 0           | 3                     | 0                     | LCC                            | 0                              | 0                              | 0      | 0      | 7     | 0     |
| Sous-total            | Sous-total                | Sous-total            | 85          | 2           | 11                    | 0                     | -                              | 9                              | 0                              | 4      | 0      | 109   | 2     |
| 2017                  | Houston Dynamo            | MLS                   | 0           | 0           | 0                     | 0                     | -                              | -                              | -                              | -      | -      | 0     | 0     |
| Sous-total            | Sous-total                | Sous-total            | 0           | 0           | 0                     | 0                     | -                              | 0                              | 0                              | 0      | 0      | 0     | 0     |
| Total sur la carrière | Total sur la carrière     | Total sur la carrière | 85          | 2           | 11                    | 0                     | -                              | 9                              | 0                              | 4      | 0      | 109   | 2     |

## Palmarès

### En club
- Los Angeles Galaxy
  - Vainqueur de la Coupe MLS en 2011, 2012 et 2014
  - Vainqueur du MLS Supporters' Shield en 2010 et 2011